# Multifunkční displej

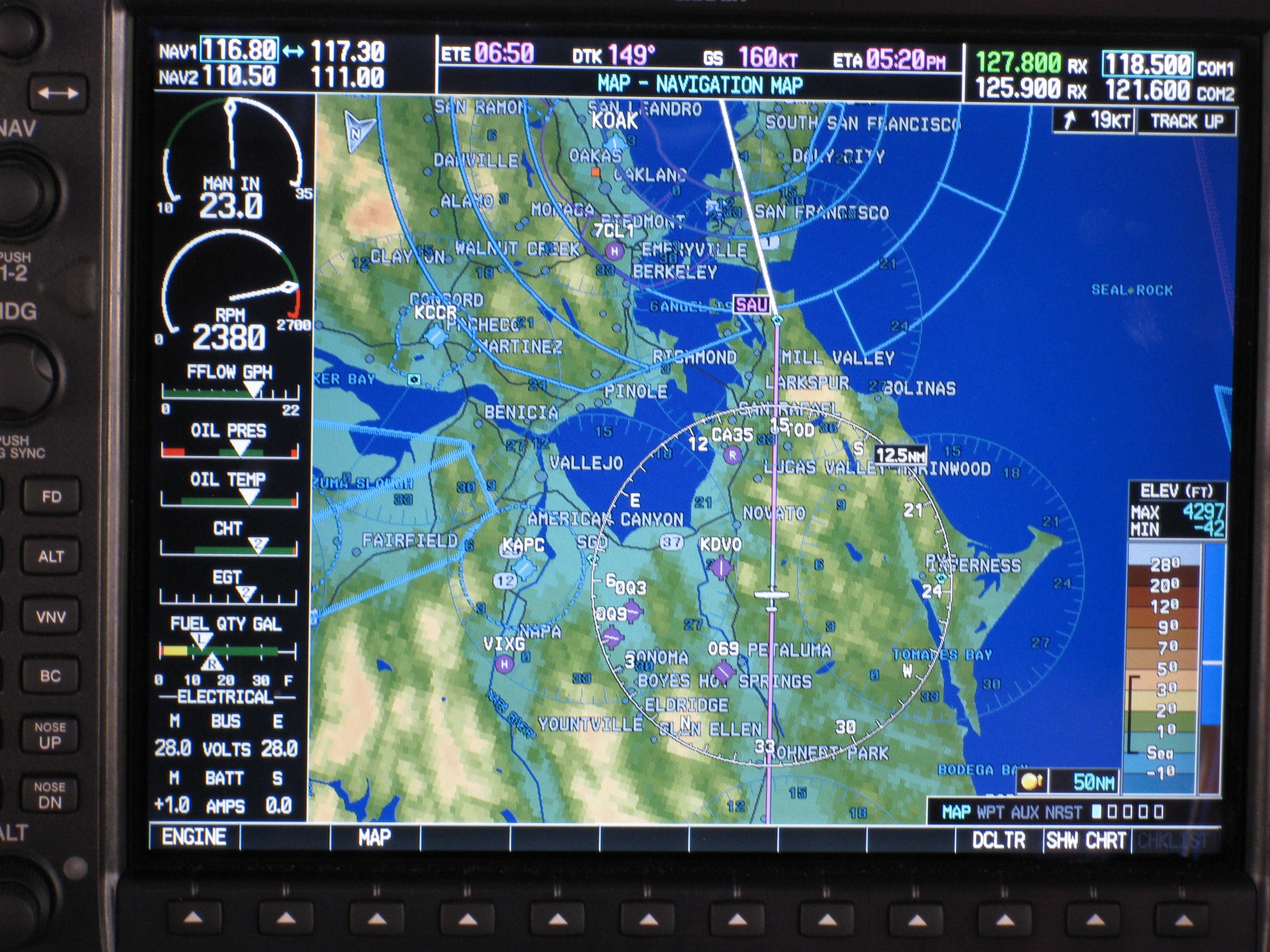
Multifunkční displej

Multifunkční displej (MFD) je malá obrazovka (CRT nebo LCD) v letadle používaná pro zobrazení více informací. Bývá obklopen tlačítky pro ovládání zobrazení a pro nastavování parametrů.
MFD většinou pilotovi umožňuje zobrazit a měnit letovou trasu, zobrazovat radarová data, data o zvolené výzbroji a jiné.